# (10838) Lebon
(10838) Lebon – planetoida z pasa głównego asteroid okrążająca Słońce w ciągu 4 lat i 106 dni w średniej odległości 2,64 j.a. Została odkryta 9 marca 1994 roku w obserwatorium w Caussols przez Erica Elsta. Nazwa planetoidy pochodzi od Gustava Le Bon (1841-1931), francuskiego socjologa i psychologa. Przed nadaniem nazwy planetoida nosiła oznaczenie tymczasowe (10838) 1994 EH7.